# Éder Ceccon
Éder Ceccon (nacido el 13 de abril de 1983) es un exfutbolista brasileño que se desempeñaba como delantero.
Jugó para clubes como el São Paulo, Vegalta Sendai, Santos, Paysandu, Juventude, Konyaspor y Criciúma.

## Trayectoria

### Clubes
| Club              | País    | Año  |
| ----------------- | ------- | ---- |
| São Paulo         | Brasil  | 2002 |
| Vegalta Sendai    | Japón   | 2003 |
| Avaí              | Brasil  | 2003 |
| São Paulo         | Brasil  | 2004 |
| Santos            | Brasil  | 2004 |
| Atlético Sorocaba | Brasil  | 2005 |
| Paysandu          | Brasil  | 2005 |
| Juventude         | Brasil  | 2006 |
| Konyaspor         | Turquía | 2006 |
| Criciúma          | Brasil  | 2007 |
| Marcílio Dias     | Brasil  | 2008 |
| Criciúma          | Brasil  | 2008 |
| Juventude         | Brasil  | 2009 |